# 武里河

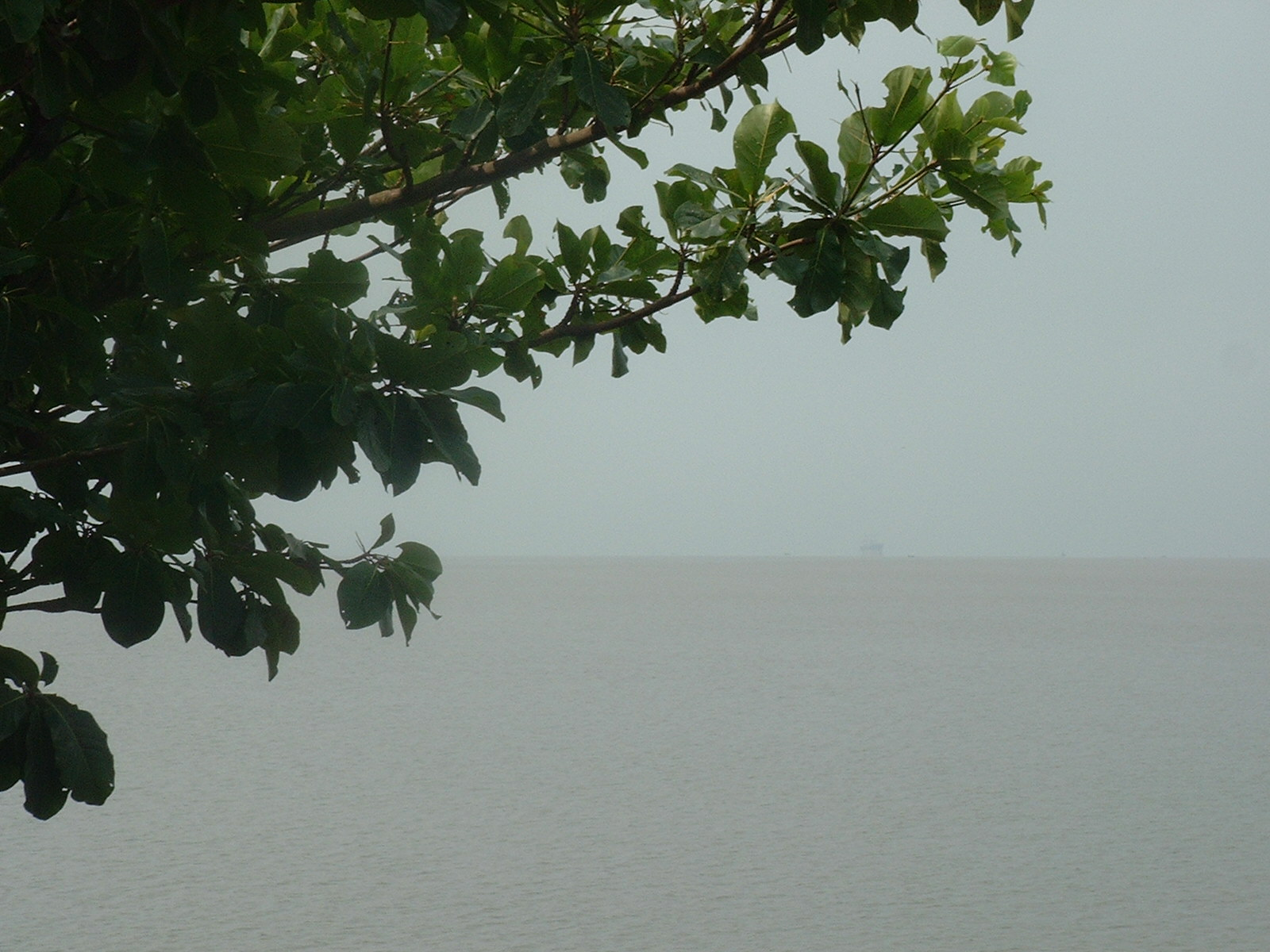

武里河（Wouri）是非洲中西部國家喀麥隆的河流，發源自亞巴西東北32公里處，最終在杜阿拉注入几内亚湾，河道全長約160公里，其中下游64公里可讓船隻航行。

## 外部連結
- Encyclopedia Britannica （页面存档备份，存于）

4°5′N 9°42′E / 4.083°N 9.700°E